# Socràtic menor
Els socràtics menors és una classificació històrica i artificiosa que inclou aquells deixebles directes de Sòcrates que van estar presents en la seva mort (excepte Aristip, qui no va ser-hi present), i van intentar seguir les seves dues premisses metodològiques: la maièutica i la ironia. Dels socràtics menors, destaca Antístenes d'Atenes, que està en l'origen del cinisme; Euclides de Mègara, per ser iniciador de l'escola megàrica; i Aristip de Cirene, en l'origen dels cirenaics. Les anomenades escoles socràtiques menors són les escoles de pensament filosòfic fundades per aquests filòsofs socràtics, seguint els seus ensenyaments. Plató, encara que en els seus primers diàlegs es mostri manifestament socràtic, s'exclou d'aquesta classificació, definit-se la seva escola l'Acadèmia com a escola socràtica major. Tampoc no s'hi inclou Xenofont.
Actualment, distingim entre els "grans socràtics", que es considera que són Plató, en el seu estil Xenofont i en certa manera Aristòtil; i els "socràtics menors", amb Antístenes, Aristip, Euclides i d'altres, incloent-hi els relacionats amb l'escola megàrica, com per exemple Fedó. Aquests darrers eren els considerats pels contemporanis els autèntics continuadors de Sòcrates, mentre que Plató era vist, per exemple per Aristòtil, com una barreja de socratista i pitagòric.

## Filosofia
Les escoles socràtiques, que parteixen de considerar els ensenyaments de Sòcrates i els seus mètodes, es diferencien d'ell perquè busquen la virtut o excel·lència humana a l'interior de cada individu i no tant en la justícia col·lectiva; no menyspreen la societat ni l'ésser social, però valoren en gran part l'individualisme. Així, més que assolir la veritat per mitjà del diàleg, busquen la meditació interior com a enfortiment de la consciència subjectiva.
La seva filosofia, a grans trets, es basa en la valoració de la pràctica per sobre del teoricisme; així, per a ells, l'ètica no és una metafísica o especulació dogmàtica, ni cap investigació intel·lectual, sinó una manera pràctica de viure; es basen en el naturalisme, en el sentit que la natura és prèvia a tota convenció social i fracassarà qualsevol ètica que no ho tingui en compte; i que, com per a Sòcrates, per a ells la funció de la filosofia és l'educació de l'ànima a partir de l'exemple personal. Com els cínics, els estoics i els epicuris, busquen convèncer, però a diferència de Sòcrates, la pedagogia dels socràtics menors és asistemàtica. Els socràtics menors es caracteritzen també per la indiferència pels diners i els lligams materials.

## Socràtics i Plató
Els socràtics menors es van oposar a Plató, a qui consideraven dogmàtic, i a Aristòtil. De Plató, els separa la seva concepció pràctica i física de la filosofia i de la vida, prioritzant l'acció i el gest per sobre de grans sistemes teòrics, el naturalisme per sobre d'un suposat camí metafísic, la física per sobre de la matemàtica de saló, l'ètica per sobre de l'ontologia. També els diferencia el públic: mentre que Plató representa la versió aristocràtica del socratisme, els socràtics menors es vinculen a les capes populars de la població.